# Березова Горка
Бере́зова Го́рка (рос. Берёзовая Горка) — селище у складі Бійського району Алтайського краю, Росія. Входить до складу Первомайської сільської ради.

## Населення
Населення — 148 осіб (2010; 189 у 2002).
Національний склад (станом на 2002 рік):
- росіяни — 89 %